# Enjoy the Ride
Enjoy the Ride è un brano musicale del gruppo britannico Morcheeba, estratto nel 2008 come primo singolo del loro sesto album Dive Deep'

## Tracce
1. Enjoy the Ride – 4:04

## Charts
| Classifica (2008) | Posizione più alta |
| ----------------- | ------------------ |
| Regno Unito       | 182                |
| Romania           | 98                 |